# Volkswagen Golf R32
Golf R32 var topmodellen i Volkswagen Golf-serien fra 2002 til 2008.
Den første generation, som var baseret på Golf IV, blev produceret fra 2002 til 2004, mens anden generation, som var baseret på Golf V, blev produceret fra 2005 til 2008.
Motoren, som er hentet fra indstigningsmodellen af Volkswagen Phaeton, er en 3,2 liter VR6 motor. I 1. generation havde den multipoint-injection og 241 hk, mens den i anden generation havde direkte benzinindsprøjtning og 250 hk.
Som forgænger for modellen kan ses Volkswagen New Beetle RSi, som blev produceret i årene 2000 til 2001.

## Billeder
- Volkswagen Golf IV R32
- Volkswagen Golf IV R32
- Volkswagen Golf V R32
- Volkswagen Golf V R32
- 3.2 V6 motor

## Tekniske data[1][2]
| Model       | Typenummer | Konfiguration              | Slagvolume       | Effekt                       | Moment              | Motorkode | 0-100 km/t | Topfart  | Årgang(e)   |
| ----------- | ---------- | -------------------------- | ---------------- | ---------------------------- | ------------------- | --------- | ---------- | -------- | ----------- |
| Golf IV R32 | 1J         | 6 cylindre i VR-form - 24V | 3,2 L (3189 cm³) | 177 kW (241 hk) ved 6250/min | 320 Nm ved 2800/min | BFH       | 6,6 sek.   | 247 km/t | 2002 − 2004 |
| Golf V R32  | 1K         | 6 cylindre i VR-form - 24V | 3,2 L (3189 cm³) | 184 kW (250 hk) ved 6300/min | 320 Nm ved 2500/min | BUB       | 6,5 sek.   | 250 km/t | 2005 − 2008 |